# Abu-Hayyan at-Tawhidí
Abu-Hayyan Alí ibn Muhàmmad ibn al-Abbàs at-Tawhidí al-Bahgdadí (àrab: أبو حيان علي بن محمد بن العباس التوحيدي البغدادي, Abū Ḥayyān ʿAlī b. Muḥammad b. al-ʿAbbās at-Tawḥīdī al-Baḡdādī) (?, entre 922 i 932 - Bagdad, vers 1023), més conegut simplement com Abu-Hayyan at-Tawhidí, fou un filòsof i escriptor musulmà en llengua àrab, potser nadiu de Nixapur o de Siraz, però també s'esmenten Wasit i Bagdad com a llocs on va nàixer. Treballava com a escriba i el 977 fou empleat pel visir Ibn Abbad, però per la seva supèrbia (no volia perdre el temps en copiar els elogis del seu amo) fou despatxat. Va treballar en diverses obres per encàrrec i als darrers anys va viure a la misèria. En els seus escrits es detecta una influència neoplatònica.